# Wijken en buurten in Rijnwoude
De voormalige Nederlandse gemeente Rijnwoude was voor statistische doeleinden onderverdeeld in wijken en buurten. De gemeente was verdeeld in de volgende statistische wijken:
- Wijk 01 Hazerswoude-Dorp (CBS-wijkcode:167201)
- Wijk 02 Hazerswoude-De Rijndijk (CBS-wijkcode:167202)
- Wijk 03 Koudekerk aan den Rijn (CBS-wijkcode:167203)
- Wijk 04 Benthuizen (CBS-wijkcode:167204)

Een statistische wijk kan bestaan uit meerdere buurten. Onderstaande tabel geeft de buurtindeling met kentallen volgens het Centraal Bureau voor de Statistiek (2008):
| CBS-buurtcode | Buurtnaam                                       | Inwonertal | Opp. totaal (ha) | Opp. land (ha) | Ligging                |
| ------------- | ----------------------------------------------- | ---------- | ---------------- | -------------- | ---------------------- |
| BU16720101    | Dorpsstraat met zijstraten en Voorweg           | 2210       | 64               | 59             | Locatie in de gemeente |
| BU16720102    | Voorweg vanaf Middelweg, Roemer, ITC            | 450        | 189              | 177            | Locatie in de gemeente |
| BU16720103    | Rietveld, Burgemeester Smitweg en omgeving      | 430        | 477              | 448            | Locatie in de gemeente |
| BU16720104    | Bestemmingsplan Zuid inclusief boerderijen      | 2080       | 39               | 39             | Locatie in de gemeente |
| BU16720105    | Westeinde, Westzijde en Bentweg                 | 300        | 185              | 182            | Locatie in de gemeente |
| BU16720109    | Overig landelijk gebied Hazerswoude-Dorp        | 250        | 2115             | 2093           | Locatie in de gemeente |
| BU16720201    | Rijndijk en Groenendijk                         | 870        | 254              | 241            | Locatie in de gemeente |
| BU16720202    | Bestemmingsplan Rhynenburch                     | 3220       | 45               | 45             | Locatie in de gemeente |
| BU16720203    | Bestemmingsplan Zonneveld                       | 1200       | 20               | 20             | Locatie in de gemeente |
| BU16720209    | Overig landelijk gebied Hazerswoude-Rijn        | 60         | 253              | 245            | Locatie in de gemeente |
| BU16720301    | Dorpsstraat en Hoogewaard (Laag)                | 500        | 20               | 15             | Locatie in de gemeente |
| BU16720302    | Bestemmingsplan Dorp-Oost                       | 3100       | 48               | 48             | Locatie in de gemeente |
| BU16720303    | Bestemmingsplan Weidedreef                      | 140        | 16               | 16             | Locatie in de gemeente |
| BU16720304    | Hoogewaard (Hoog)                               | 130        | 118              | 112            | Locatie in de gemeente |
| BU16720305    | Hondsdijk                                       | 170        | 64               | 59             | Locatie in de gemeente |
| BU16720306    | Lagewaard                                       | 220        | 38               | 36             | Locatie in de gemeente |
| BU16720309    | Overig landelijk gebied Koudekerk               | 10         | 724              | 723            | Locatie in de gemeente |
| BU16720401    | Heerewegh, Dorpsstraat, Slootweg, en omgeving   | 450        | 19               | 18             | Locatie in de gemeente |
| BU16720402    | Woningen ten noorden van Dorpstraat en omgeving | 280        | 40               | 39             | Locatie in de gemeente |
| BU16720403    | Bestemmingsplan Zuidpolder en omgeving          | 2430       | 64               | 64             | Locatie in de gemeente |
| BU16720409    | Overig landelijk gebied Benthuizen              | 200        | 992              | 986            | Locatie in de gemeente |